# Liste der Außenminister von São Tomé und Príncipe
Die Liste der Außenminister von São Tomé und Príncipe listet die Außenminister von São Tomé und Príncipe seit der Unabhängigkeit des Landes 1975 auf.
- Miguel Trovoada (1975)
- Leonel Mário d’Alva (1975–1978)
- Maria do Nascimento da Graça Amorim (1978–1986)
- Fradique de Menezes (1986–1987)
- Guilherme Posser da Costa (1987–1988)
- Carlos da Graça (1988–1990)
- Guilherme Posser da Costa (1990–1991)
- Alda Bandeira (1991–1993)
- Albertino Bragança (1993–1994)
- Guilherme Posser da Costa (1994–1996)
- Homero Jeronimo Salvaterra (1996–1999)
- Alberto Paulino (1999)
- Paulo Jorge Espirito Santo (1999–2000)
- Joaquim Rafael Branco (2000–2001)
- Patrice Trovoada (2001–2002)
- Mateus Meira Rita (2002)
- Alda Bandeira (2002)
- Mateus Meira Rita (2002–2004)
- Óscar Sousa (2004)
- Ovídio Manuel Barbosa Pequeno (2004–2006)
- Óscar Sousa (2006)
- Carlos Gustavo dos Anjos (2006–2007)
- Ovídio Manuel Barbosa Pequeno (2007–2008)
- Carlos Alberto Pires Tiny (2008–2010)
- Manuel Salvador dos Ramos (2010–2012)
- Natália Pedro da Costa Umbelina Neto (2012–2014)
- Manuel Salvador dos Ramos (2014–2016)
- Urbino Botelho (2016–2018)
- Elsa Teixeira Pinto (2018–2020)
- Edite Tenjua (2020–2022)
- Alberto Neto Pereira (2022–2023)
- Gareth Guadalupe (seit 2023)